# Georges de Lydda
« Saint Georges » redirige ici.  Pour les noms de lieu, voir Saint-Georges. Pour les saints, voir Saint Georges (homonymie).
Georges de Lydda, né vers 275/280 et mort le 23 avril 303, couramment appelé saint Georges, est un martyr du IVe siècle, selon la tradition continue de l'Église catholique et des diverses Églises orthodoxes. 
Il est le saint patron, entre autres, de la chevalerie chrétienne, du royaume d'Angleterre depuis l'an 800, de la Géorgie, du scoutisme, de l'armée bulgare et des armuriers. Par ailleurs, de nombreuses localités portent son nom. 
Selon la tradition chrétienne, il est cousin de l'isapostole sainte Nino. Il est principalement représenté en chevalier qui terrasse un dragon et fait ainsi figure d'allégorie de la victoire de la foi chrétienne sur le démon ou plus largement du bien sur le mal.
La croix de saint Georges orne le drapeau sarde au centre des quatre têtes de maures. Pierre Ier d'Aragon dont c'est le saint patron repoussa les Maures en 1096 lors de la reconquista.

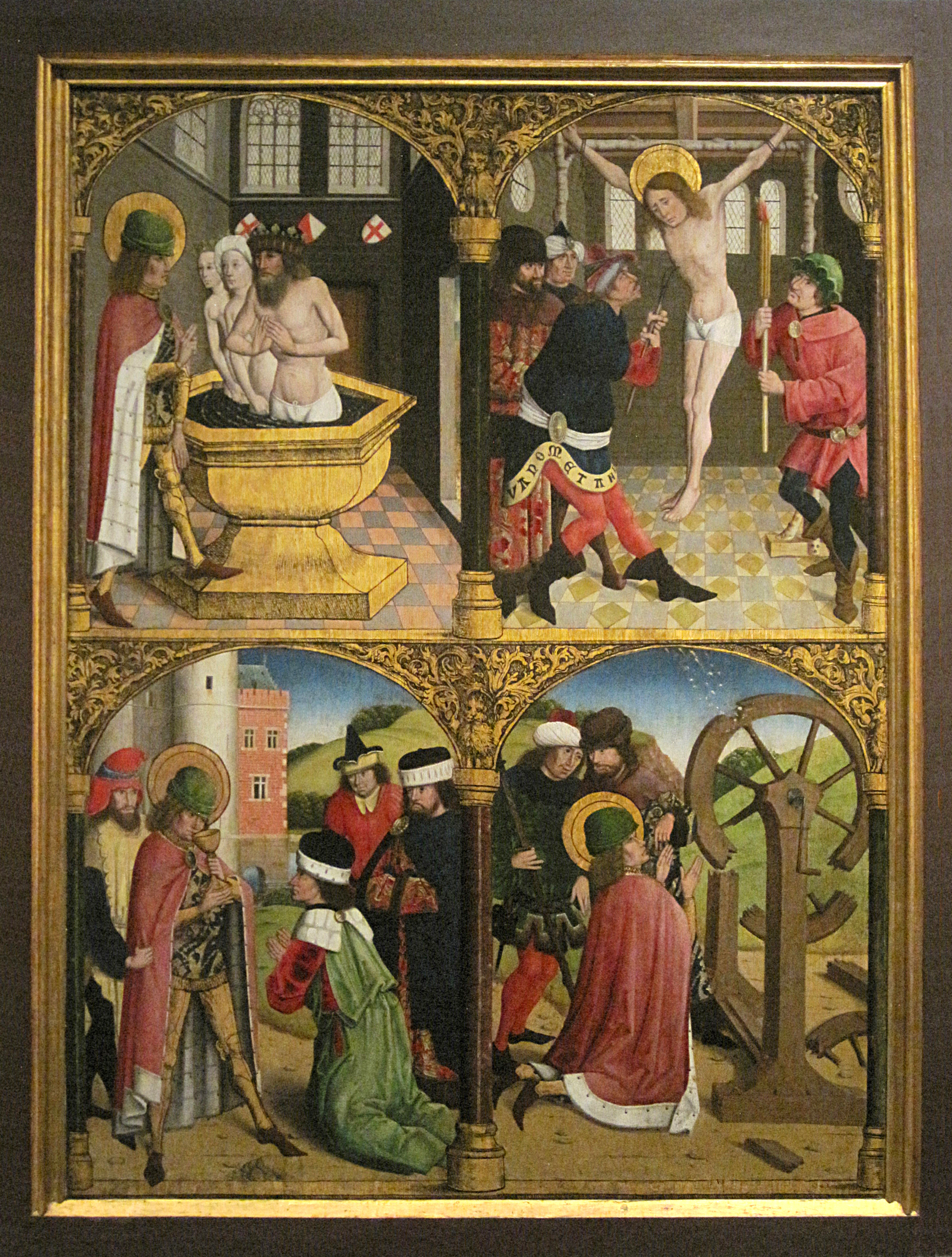
Scènes de la légende saint Georges, école des primitifs flamands (1500-1519), musée Groeninge.

Il est honoré le 23 avril ou le 3 novembre (translation des reliques et dédicace de l'église de Lydda (l'actuel Lod), au IVe siècle), le 23 novembre en Géorgie et le 6 mai par les orthodoxes serbes.

## Fondement historique
Il existe peu d'informations sur les débuts de la vie de Georges, néanmoins des récits de pèlerins et des dédicaces d'églises sont attestés dès le IVe siècle, il ne semble donc pas y avoir de raison de douter de son existence historique, d'autant qu'il est certain que la persécution de Dioclétien en 303 a bien visé des militaires chrétiens parmi les soldats de l'armée romaine. Certains d'entre eux vont mourir en martyrs et devenir des saints militaires (en).
Les principaux éléments de sa vie proviennent de la Passio sancti Georgii du pseudo-Pasicratès (ou Pasicrate ou Passecrate), que le Decretum Gelasianum de 496, attribué au pape Damase Ier, a classé comme œuvre apocryphe.
D'après la Passio, Georges de Lydda naît vers 275-280 à Mazaca, en Cappadoce, dans une  famille grecque chrétienne et noble. Son père serait un noble qui vint en Cappadoce servir dans l'armée romaine. Sa mère, Polycronia, est originaire de la province romaine de Syrie-Palestine. Georges étant de santé très fragile après sa naissance, son père, craignant pour sa survie, décide de le faire aussitôt baptiser. Et l'enfant survit.
Saint Georges a dix ans lorsque son père meurt sur un champ de bataille. Polycronia retourne alors en Judée et s’installe dans la région de Lydda (ou Diospolis, l'actuel Lod). La renommée militaire de son père lui donne accès à une bonne éducation. À l'âge de quinze ans, il se rend à Nicomédie et y devient officier dans l’armée romaine. Il se présente devant l'empereur Dioclétien, qui reconnaît en lui le fils de son ancien compagnon d'armes et le fait chevalier, chef de sa garde particulière. Par la suite, Georges est promu tribun. Tant son habileté que l’origine de sa mère incitent les autorités à lui confier le commandement de régions militaires réputées difficiles, comme la Syrie, la Palestine, l’Égypte et la Libye. Il est alors élevé au grade de préfet par le même Dioclétien. À ce titre, il est chargé des rapports, souvent conflictuels, entre les autorités romaines et les diverses populations locales.
Mais le proconsul Maxence convainc Dioclétien de reprendre sur une large échelle les persécutions contre les chrétiens et de prôner la sacralisation du pouvoir politique en imposant le culte solaire. Le 24 février 303, l'empereur émet les édits donnant l'ordre de détruire les églises chrétiennes et de persécuter d'abord le haut clergé, notamment les évêques. La première destruction sera celle de l'église principale de Nicomédie même. Les livres d'office sont brûlés, et tous les chrétiens sont privés des droits et privilèges de la citoyenneté. Georges tente sans succès d'en dissuader l'empereur, puis lui remet son glaive, en signe de démission, et quitte Nicomédie pour retourner dans sa ville natale. Il arrive à Mazaca, où il trouve sa mère mourante, laquelle, dans son agonie, approuve la décision de son fils. Après la mort de sa mère, saint Georges distribue sa fortune personnelle aux pauvres et projette un pèlerinage en Terre sainte sur les lieux de la Passion du Christ. Mais en raison des persécutions, il abandonne momentanément ce projet et retourne à Nicomédie.

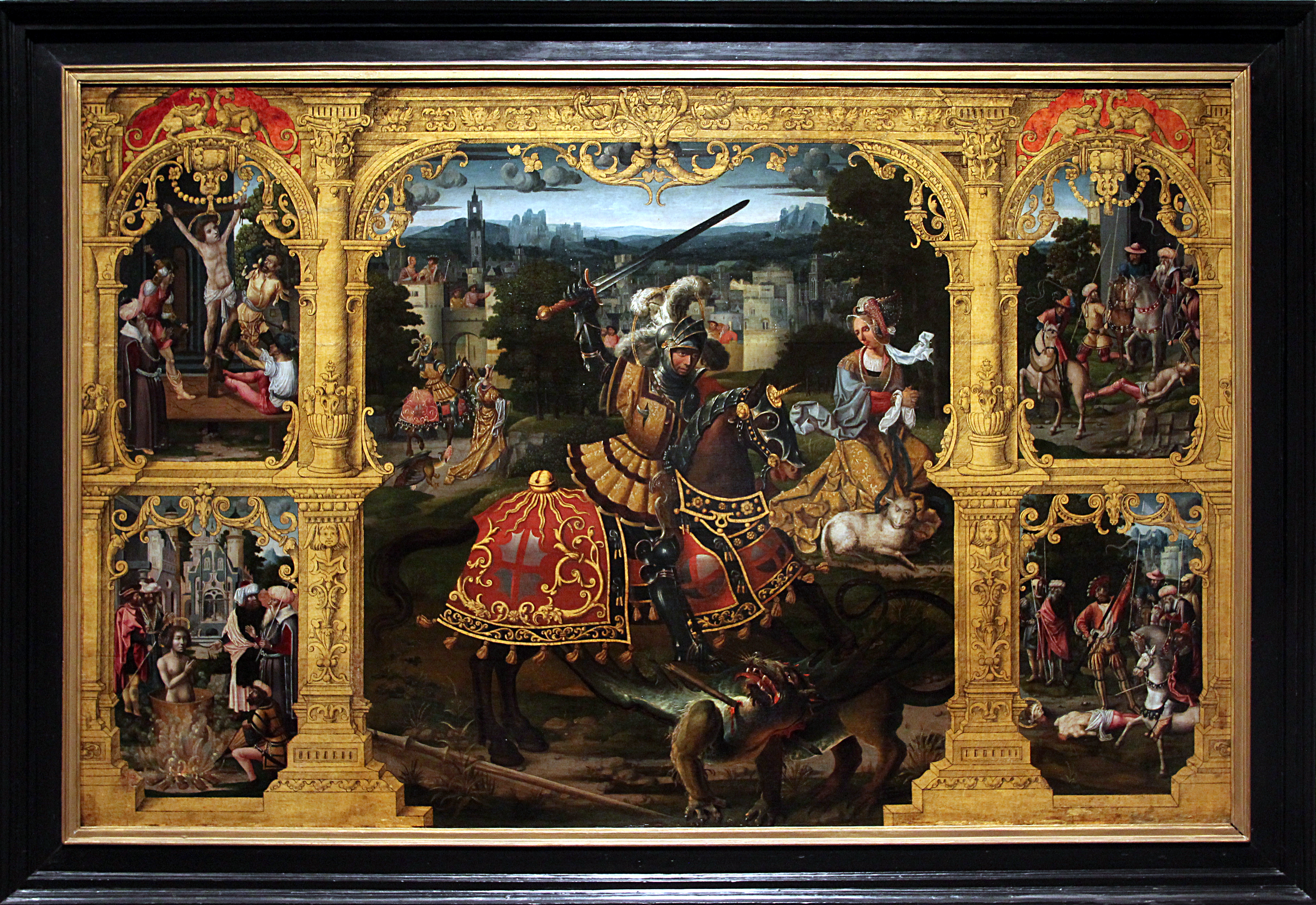
« La légende de Saint Georges » d'après Lancelot Blondeel (1535-1540). Musée Groeninge.

En cours de route, il passe par Lydda, où il met fin aux agissements d’une bande de pillards perses, dirigés par un certain Nahfr, dont le nom signifie « serpent », ou « dragon ». À l'abri dans des marais, ils anéantissent par surprise les troupes envoyées à plusieurs reprises contre eux, finissant par soumettre la population à un tribut arbitraire de deux moutons par jour, ou bien d'un esclave, s'il vient à en manquer. Comme prix de ses services, saint Georges ne négocie rien d'autre que la conversion de la population locale à la foi chrétienne. Il débarrasse alors la population de Nahfr, tuant celui-ci d’un seul coup de son épée, ou de sa lance, ce qui permet de capturer sa troupe et de rétablir le calme dans la région.
De retour à Nicomédie, il rend visite aux chrétiens emprisonnés. Dioclétien lui enjoint de cesser ses actions en faveur des chrétiens et de reprendre son service. Il refuse, et en quittant le palais il détruit sur son passage une tablette sur laquelle figure l'édit impérial obligeant au culte d'Apollon. Arrêté pour cet acte, il est soumis à de nombreux supplices, mais il survit miraculeusement, ce qui suscite de nombreuses conversions au palais, notamment celle de l'épouse de Dioclétien, Prisca (ou Alexandra de Rome ?), une princesse d'origine perse, et deux autres consuls d'Orient, Anatole et Protole, ainsi que celle du gardien de la prison où il est incarcéré.
Afin que cela cesse, il est condamné à mort. Il est décapité un vendredi, le 23 avril 303, peut-être à l'âge de 22 ans. Des fidèles clandestins recueillent sa dépouille pour l'inhumer à Lydda, en un lieu sur lequel sera vite bâtie par la suite une église qui lui sera dédiée, là même où il avait vaincu « le dragon » (le chef de bande Nahfr),. Les chrétiens d'Orient affirment qu’il s'y trouve encore, dans la crypte, sous l’autel.

## Culte, canonisation et réception dans la culture d'Orient et d'Occident

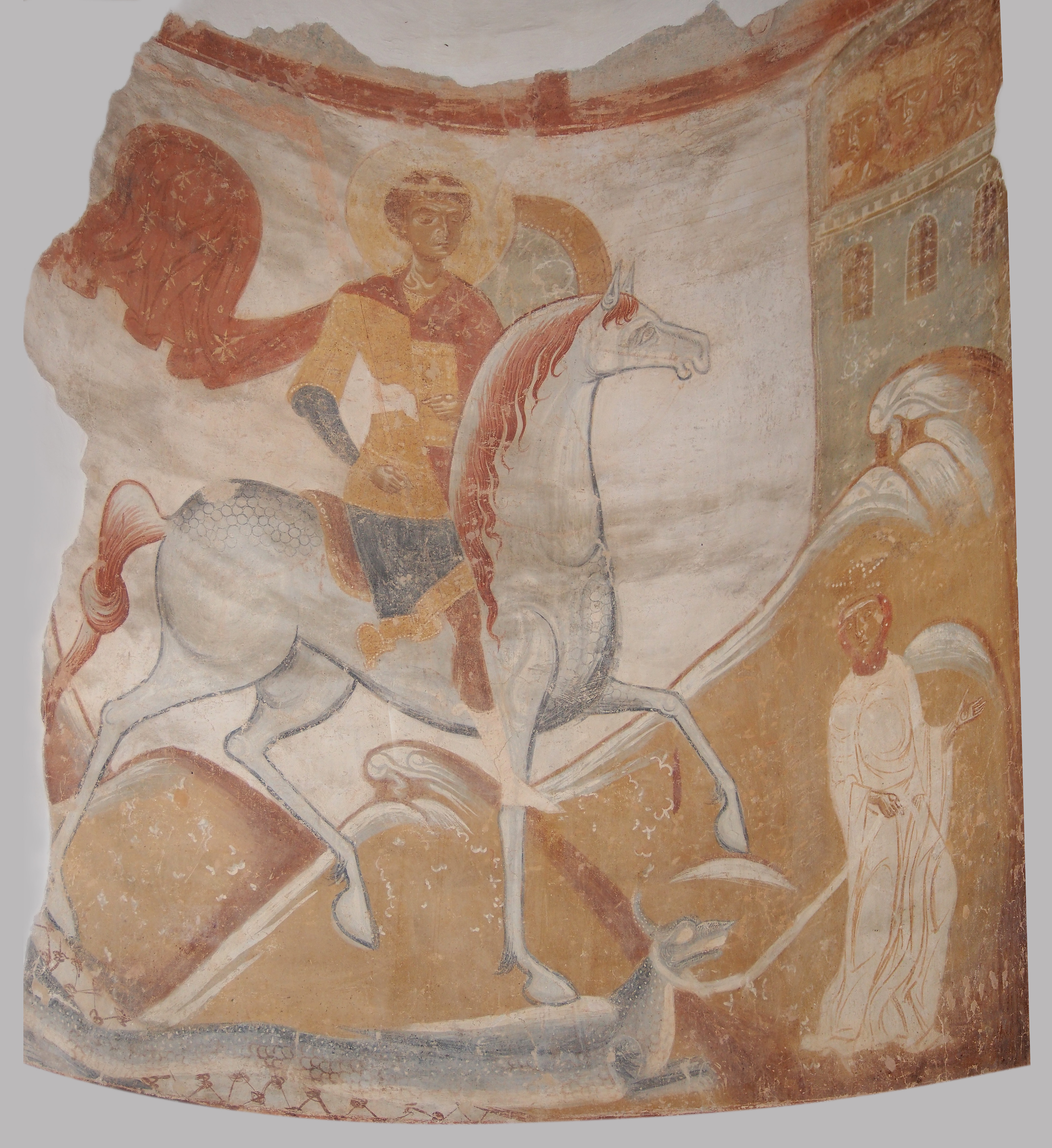
Saint Georges, fresque du XIIe siècle à Staraïa Ladoga

### Au Proche-Orient
Le culte de saint Georges est attesté dès le IVe siècle en Palestine. Des églises lui sont dédiées, ainsi qu'un monastère à Jérusalem et un autre à Jéricho ; en Égypte, il patronne une quarantaine d'églises et trois monastères ; à Constantinople, Constantin devenu empereur en 324, fait élever une église à sa mémoire, saint Georges devient un des protecteurs des milices de Byzance ; en Grèce se construisent des sanctuaires à Mytilène, à Bizana, à Thessalonique et Athènes, tandis qu’à Chypre, on compte plus de soixante églises. En Italie son culte arrive par la Sicile, Naples et Ravenne où il est attesté dès le VIe siècle, ainsi qu’à Ferrare. Toujours au IVe siècle, Philibert de Mollans aurait rapporté les reliques de Georges de Lydda à Nuits-Saint-Georges, donnant le nom au lieu.
La popularité de son culte est telle que s'accélère le processus de christianisation, notamment dès la disparition de Dioclétien et de sa Tétrarchie.
L'Église d'Orient, qui l'appelle Grand Martyr (mégalomartyr, en grec), transmet très tôt son culte à l'Église latine. Le jour de sa fête, le 23 avril, le tropaire suivant est chanté en son honneur dans les églises orthodoxes : 
| « Libérateur des captifs, providence des pauvres, médecin des malades, allié des rois, ô Grand et glorieux martyr Georges, prie le Christ Dieu de sauver nos âmes. » | « Ὡς τῶν αἰχμαλώτων ἐλευθερωτὴς καὶ τῶν πτωχῶν ὑπερασπιστής, ἀσθενούντων ἰατρός, βασιλέων ὑπέρμαχος, Τροπαιοφόρε μεγαλομάρτυς Γεώργιε, πρέσβευε Χριστῷ τῷ Θεῷ σωθῆναι τὰς ψυχὰς ἡμῶν. » |

Le pape Gélase Ier, au nom de l'Église universelle, le canonise en l'an 494.
Les auteurs anciens sont précis tant sur son martyre (« Son martyre eut lieu en ces jours de Pâques, afin qu'il apparût aux fidèles comme le gardien du glorieux sépulcre »), que sur l'éminente sainteté du jeune chevalier. Au cours d'un concile tenu à Rome en 494, le pape Gélase Ier a donc entériné cette tradition de saint Georges de Lydda, bien que l'Église de Rome n'ait pas d'office spécifique qui lui soit dédié dans son Missel romain. Cependant, dans le calendrier romain, saint Georges est commémoré chaque année à la date du 23 avril.

### En Occident chrétien
Dans le royaume des Francs, sous l'influence de Clotilde, Clovis (466 - roi de 481 à 511) fait élever un monastère en son honneur. Plus tard, saint Germain de Paris († 576) en propage le culte dans le royaume mérovingien.
Durant la christianisation, Grégoire de Tours (538 ou 539 - 594) mentionne le passage de reliques, son sang, en Auvergne à destination de l’Abbaye-aux-Dames en Normandie son culte, notamment dans l’espace germanique, comme le montre la consécration d’une basilique à Mayence en 570.

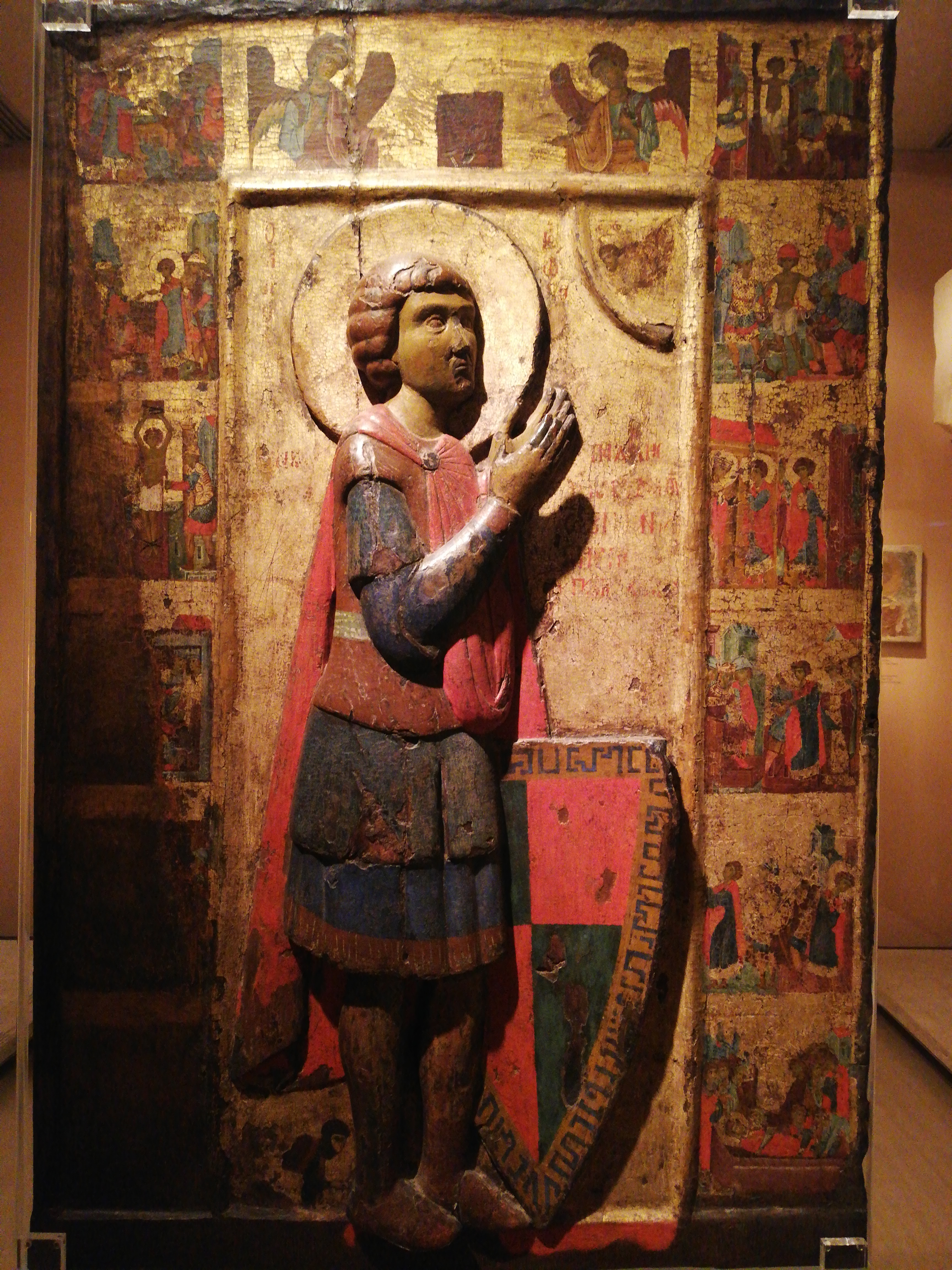
Icône de saint Georges, mêlant des éléments byzantins et ouest-européens, treizième siècle. Collections du musée byzantin et chrétien d'Athènes, Grèce.

La tradition veut que le culte de saint Georges ait été établi à Rome du temps du pontificat du pape Léon II en 682, avec la dédicace qu'il a faite de la basilique San Giorgio in Velabro. Au siècle suivant, sous le maître-autel de cette basilique, le pape Zacharie, d'origine grecque, a solennellement déposé, en l'an 741, des reliques de saint Georges rapportées d'Orient, notamment un os de bras et partie de son crâne. Ces reliques, formellement authentifiées ultérieurement par le Saint-Siège, au XVIIIe siècle, se trouvent toujours actuellement sous le maître-autel de cette basilique romaine paléochrétienne, là où le pape Zacharie les avait consignées au VIIIe siècle, mille ans plus tôt.
À Lyon, l'église Saint-Georges, est dédiée à saint Georges par Leidrade autour des années 800. Le culte fleurit au IXe siècle, probablement aussi grâce aux croisades et ne faiblira plus au cours du Moyen Âge. Il devient le saint patron de l'ordre du Temple, de l'ordre Teutonique, de l'ordre de la Jarretière...
Des textes laïcs évoquant le martyre du saint furent écrits aux Xe et XIe siècles, comme le Georgslied, un poème vernaculaire relatant la passion du saint, ou « la Légende dorée » (légende, au sens de tradition). Ce fait touche ainsi un nombre de fidèles bien plus large que celui des clercs.
Au XIIe siècle, dans le contexte des croisades, saint Georges est érigé en modèle du chevalier chrétien, « défenseur de la foi et de la vertu héroïque ». Il est alors fréquent de le retrouver en protecteur des armées et des ordres militaires, mais aussi des villes et des peuples.
Aux XIIe – XIIIe siècles, saint Georges devient l’un des quatorze saints dits auxiliaires (Nothelfer), dont l'invocation est censée protéger les fidèles contre les épidémies récurrentes. Ainsi est-il censé protéger Venise, qui en 1205 reçoit avec vénération un bras de saint Georges, puis une partie de son crâne en 1462. Dans les textes épiques et romans chevaleresques, l’enjeu toujours politico-religieux est adapté aux exigences de la société féodale. Cela fera du bandit, un monstre, et du tribut réclamé, une princesse.

## SelonLa Légende dorée
La Légende de Saint Georges (légende au sens de tradition) est mentionnée vers 1265 ou 1266 sous la plume de l’archevêque dominicain de Gênes, Jacques de Voragine, dans son célèbre ouvrage intitulé la Légende dorée.
Georges de Lydda naît en Cappadoce, dans une famille chrétienne. Militaire, il devient officier dans l'armée romaine ; il est élevé par l'empereur Dioclétien aux premiers grades de l'armée.
Un jour il traverse la ville de Silène dans la province romaine de Libye, sur son cheval blanc. La cité est terrorisée par un redoutable dragon qui dévore tous les animaux de la contrée et exige des habitants un tribut quotidien de deux jeunes gens tirés au sort. Georges arrive le jour où le sort tombe sur la fille du roi, au moment où celle-ci va être victime du monstre. Georges engage avec le dragon un combat acharné ; avec l'aide du Christ, et après un signe de croix, il le transperce de sa lance. La princesse est délivrée et le dragon la suit comme un chien fidèle jusqu'à la cité. Les habitants de la ville ayant accepté de se convertir au christianisme et de recevoir le baptême, Georges tue le dragon d'un coup de cimeterre, car il les effrayait toujours, puis le cadavre de la bête est traîné hors des murs de la ville, tiré par quatre bœufs.
Après la publication des édits de Dioclétien contre les chrétiens, Georges est emprisonné. Sa foi ne pouvant être ébranlée, il y subit un martyre effroyable : livré à de nombreux supplices, pelé vivant, ébouillanté, supplicié de la roue et écartelé. Il survit miraculeusement et finit par être décapité le 23 avril 303.

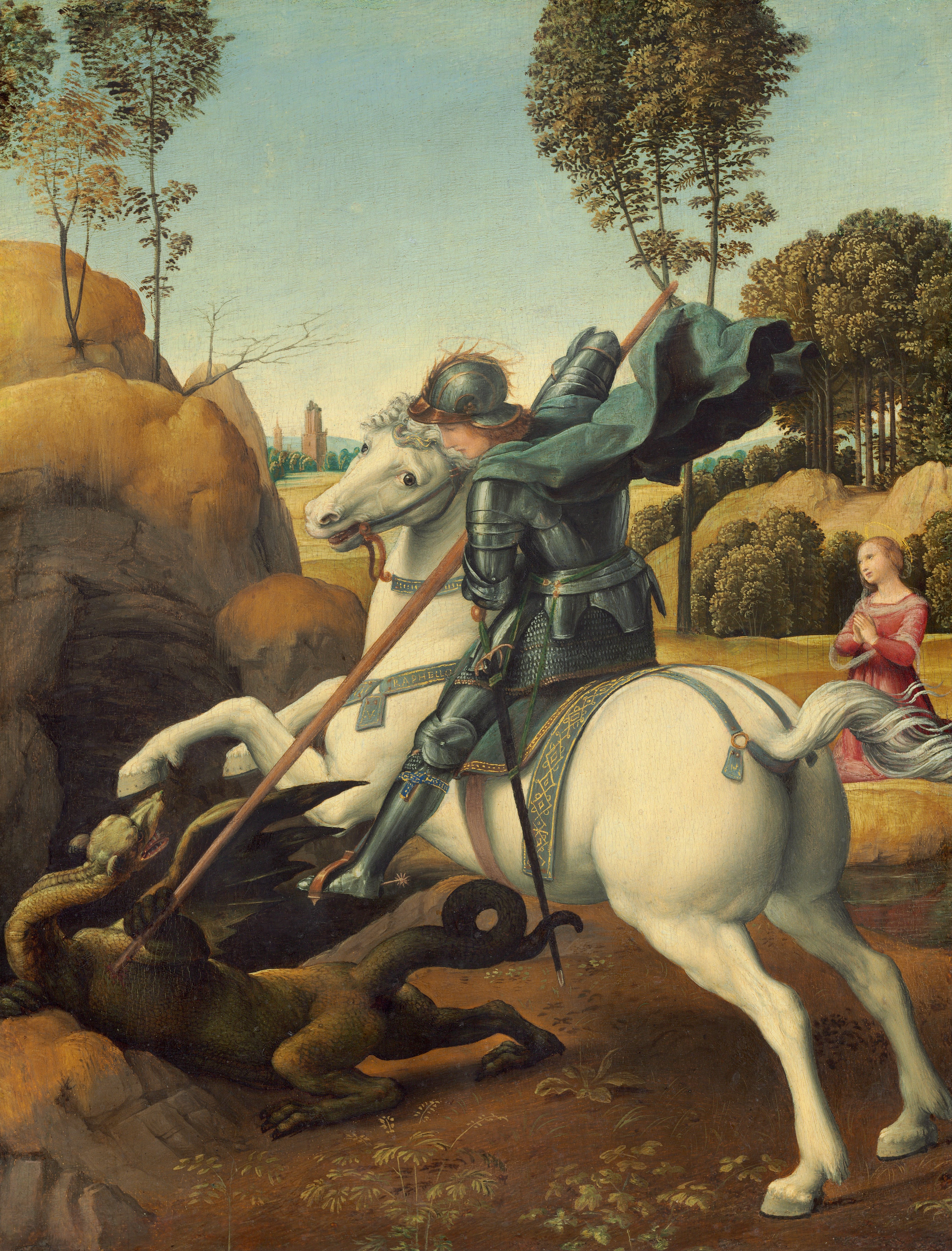
Saint Georges et le dragon Raphaël, National Gallery of Art, Washington D.C.
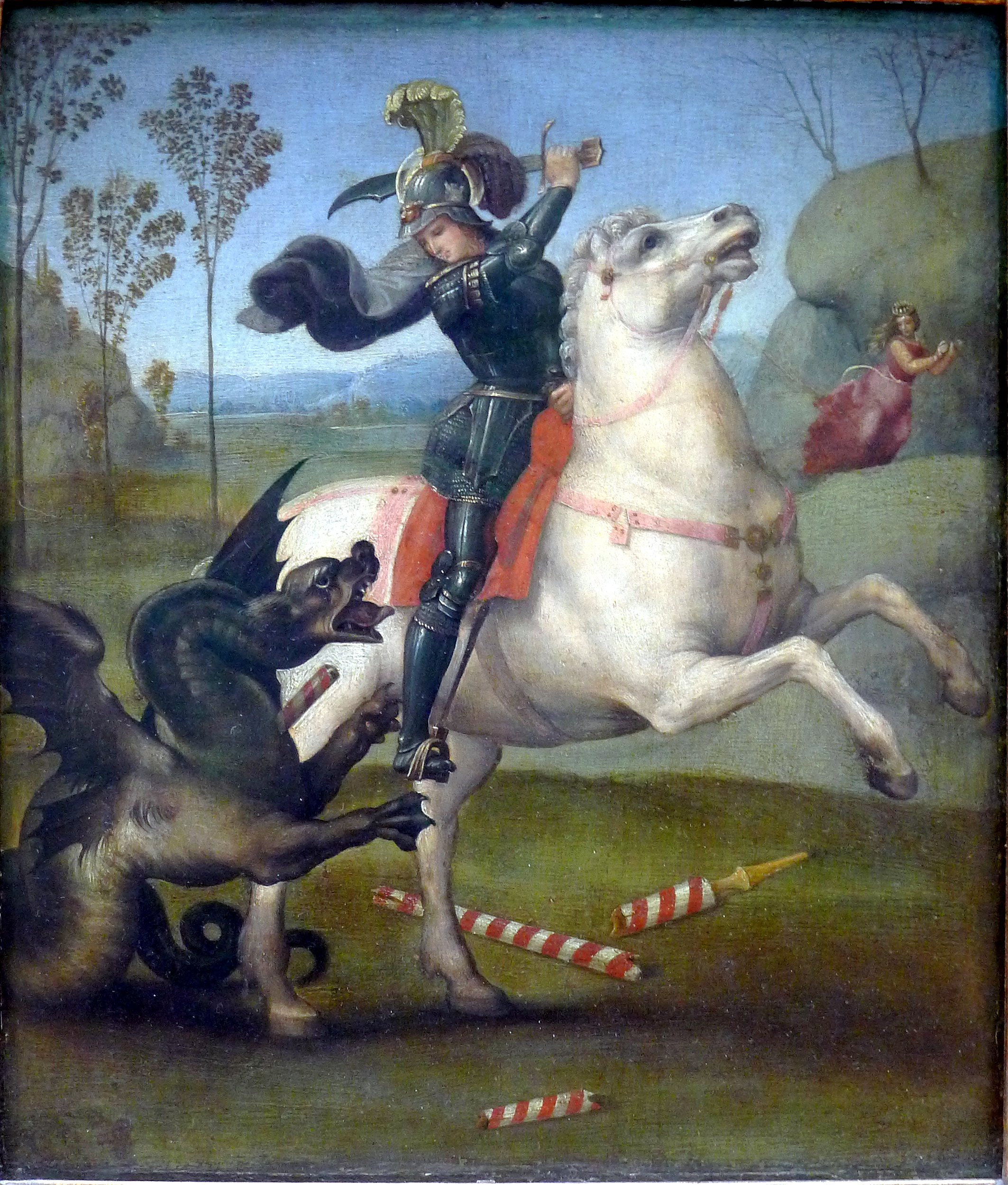
Saint Georges et le dragon Raphaël, musée du Louvre.
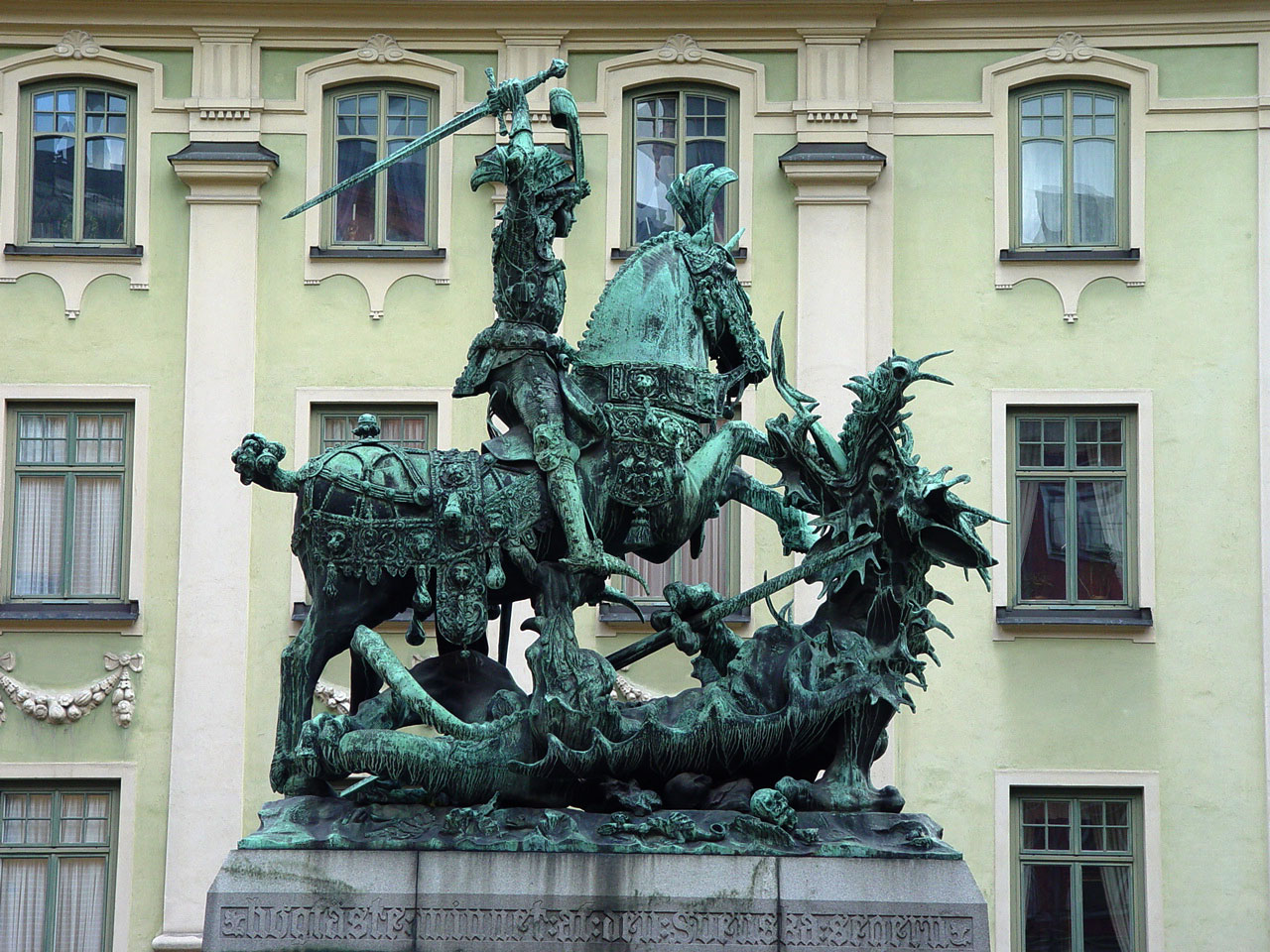
Saint Georges et le dragon Gamla stan, Stockholm, Suède.
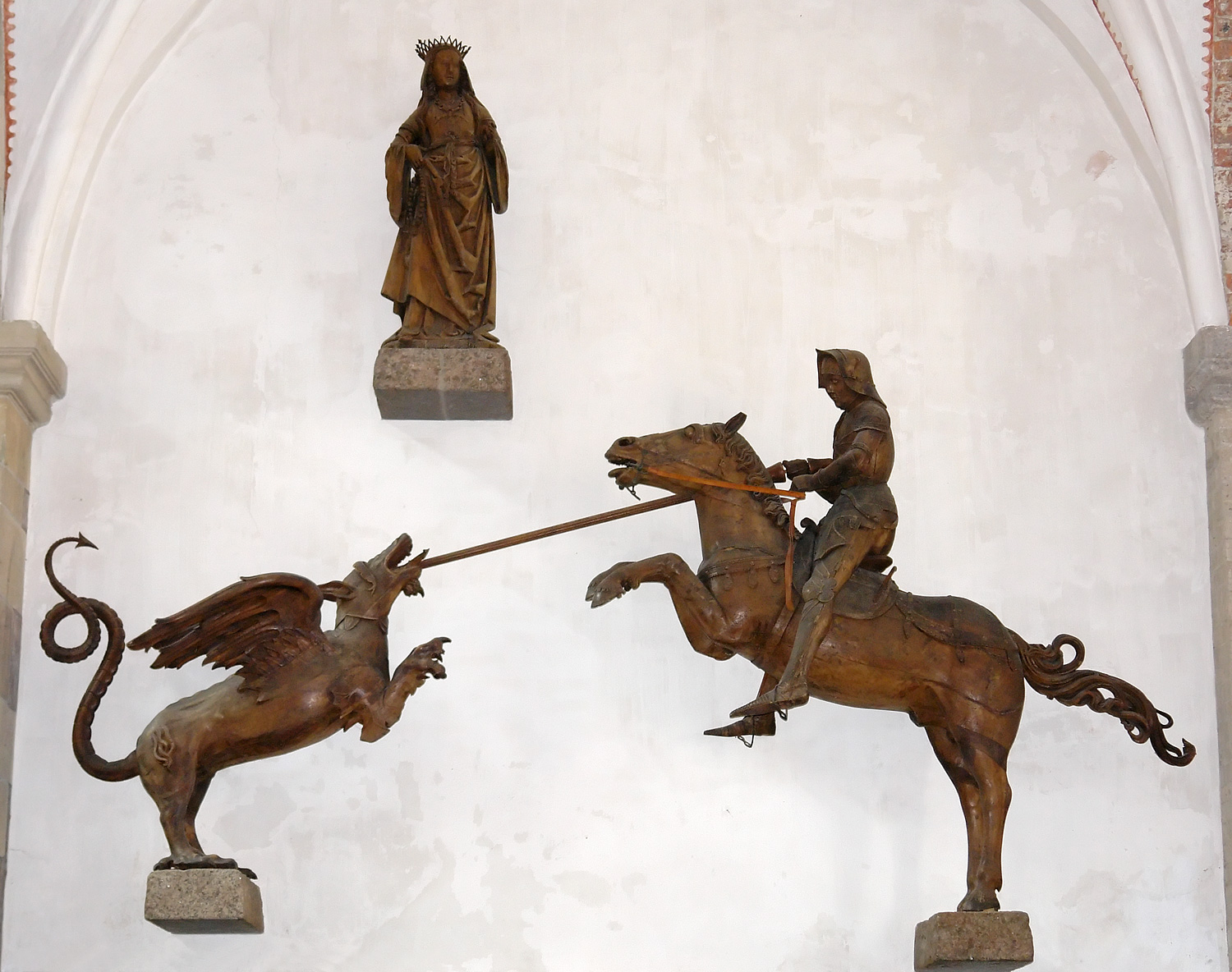
Saint Georges et le dragon Cathédrale de Ribe, Danemark.
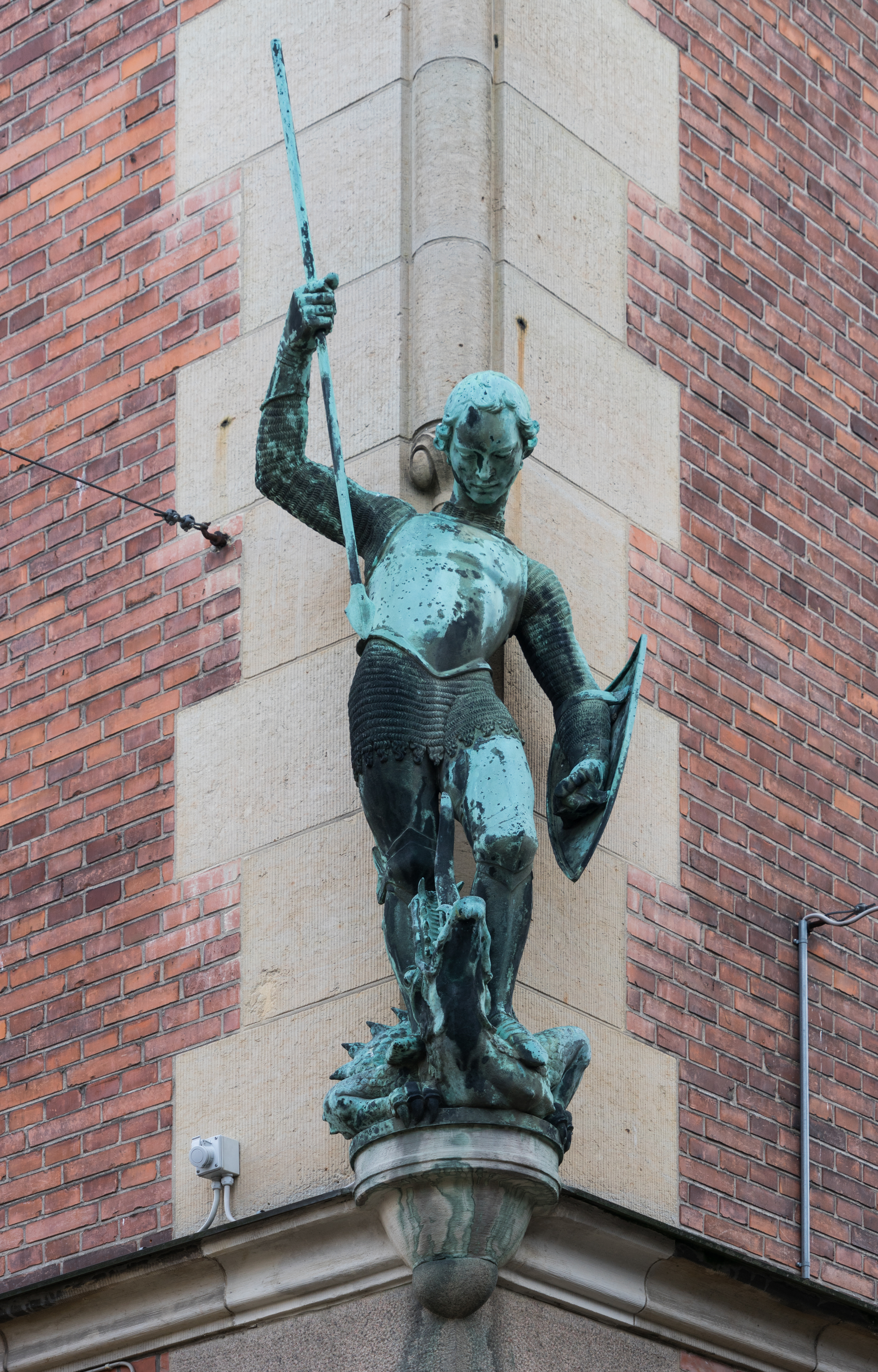
Saint Georges et le dragon Un coin de rue à Odense, Danemark.
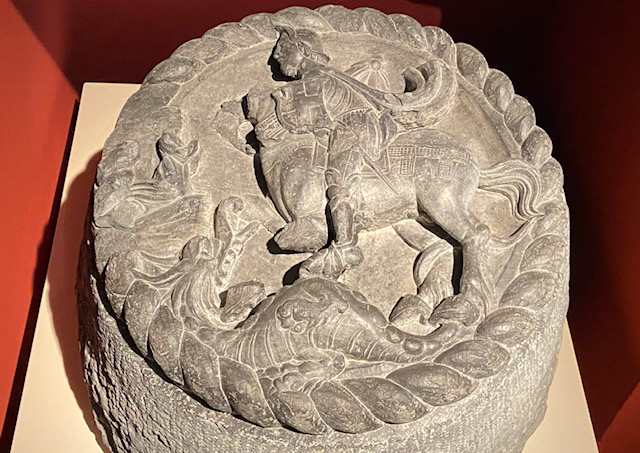
Clé de voûte en ardoise de Lavagna représentant saint Georges terrassant le dragon, musée de Bastia (XVIe siècle).
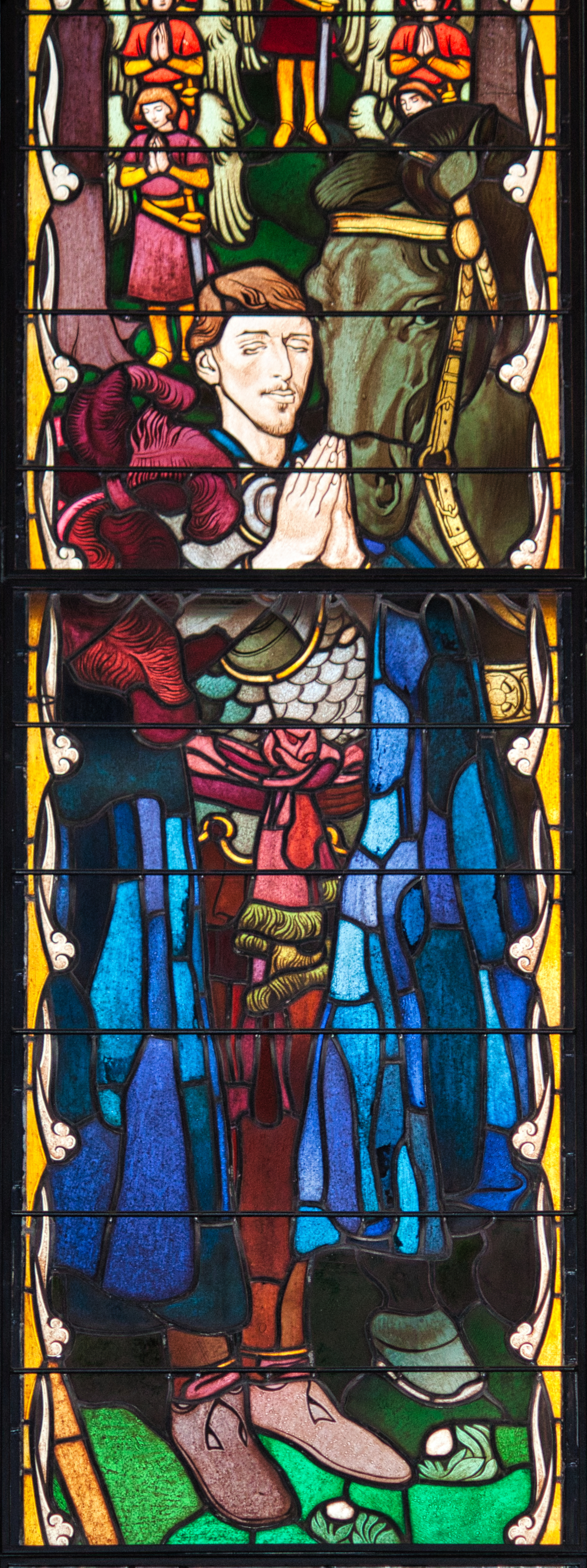
Saint Georges (par J. Mehoffer), cathédrale de Fribourg
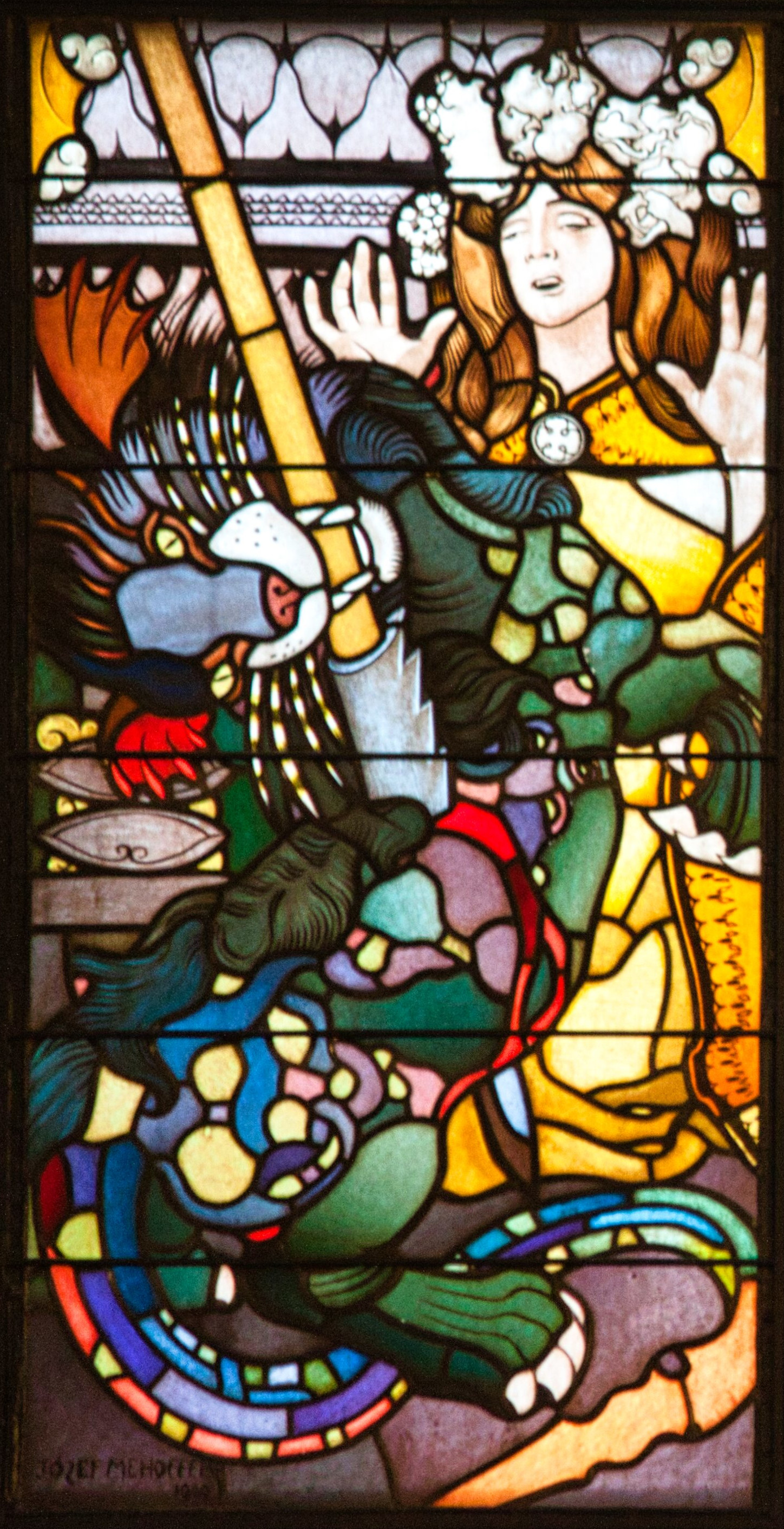
Le dragon terrassé et la princesse liberée (par J. Mehoffer), cathédrale de Fribourg
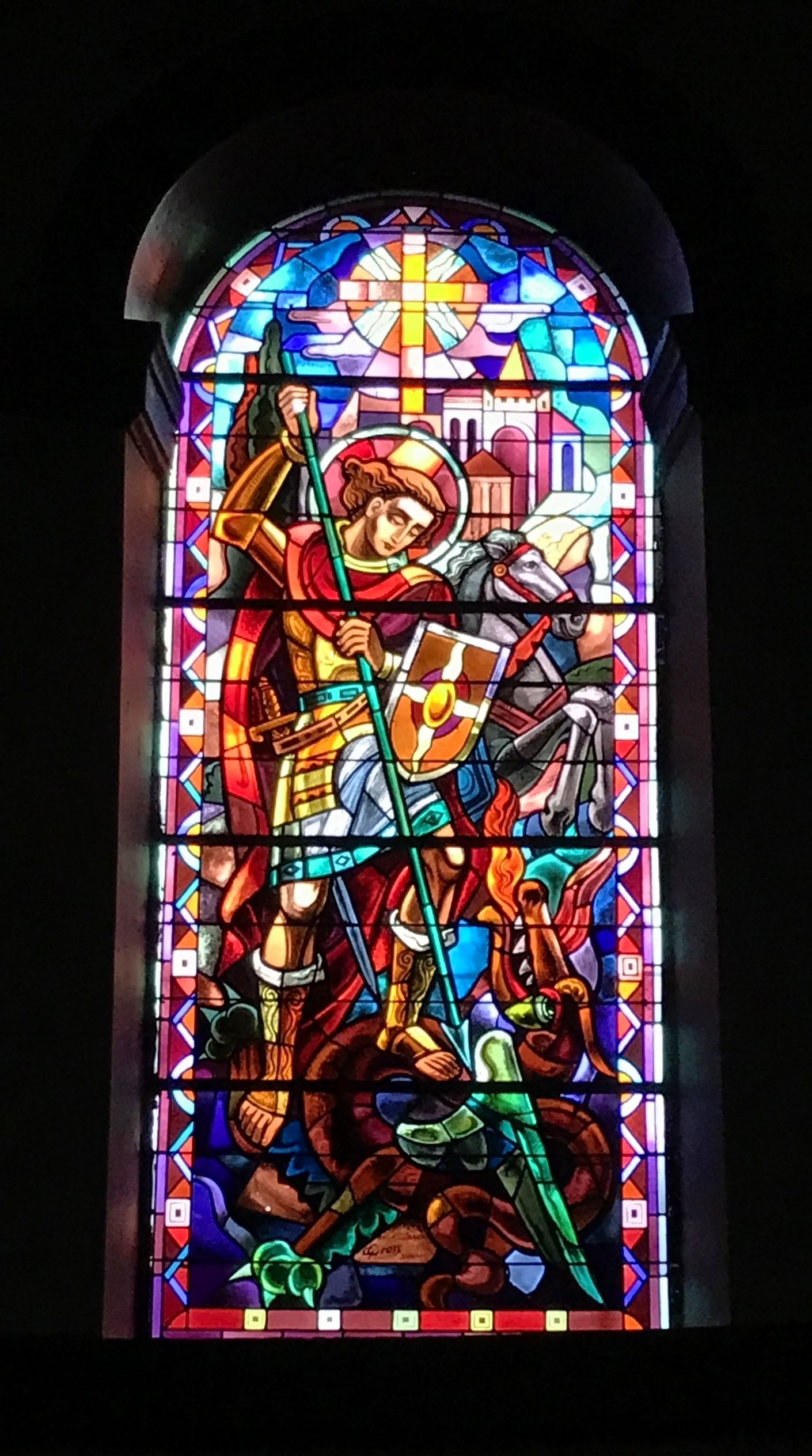
Saint-Georges terrassant le dragon par le vitrailliste Georges Gross (église Saint-Georges de Raon L'Étape).

## Les multiples traditions populaires
Georges de Lydda a inspiré différentes représentations folkloriques de par le monde, dont une se déroule au cours de la ducasse de Mons, en Belgique. Le combat (dit Lumeçon) de saint Georges et du dragon a lieu chaque année sur la grand-place de Mons, le dimanche de la Trinité. Il est précédé par une procession dont l'origine remonte au XIVe siècle. La ducasse de Mons est reconnue comme chef-d'œuvre du patrimoine culturel immatériel de l'humanité par l'UNESCO (voir Géants et dragons processionnels de Belgique et de France).
Dans son livre Eclaireurs, Lord Baden-Powell consacre un chapitre à la chevalerie, l’un des fondements du scoutisme, et exhorte tous les scouts à prendre saint Georges, patron du Royaume-Uni, comme modèle de vie, afin de vaincre les difficultés avec courage, confiance et énergie.

Saint Georges et le dragon, par Paolo Uccello, vers 1470, National Gallery, Londres.
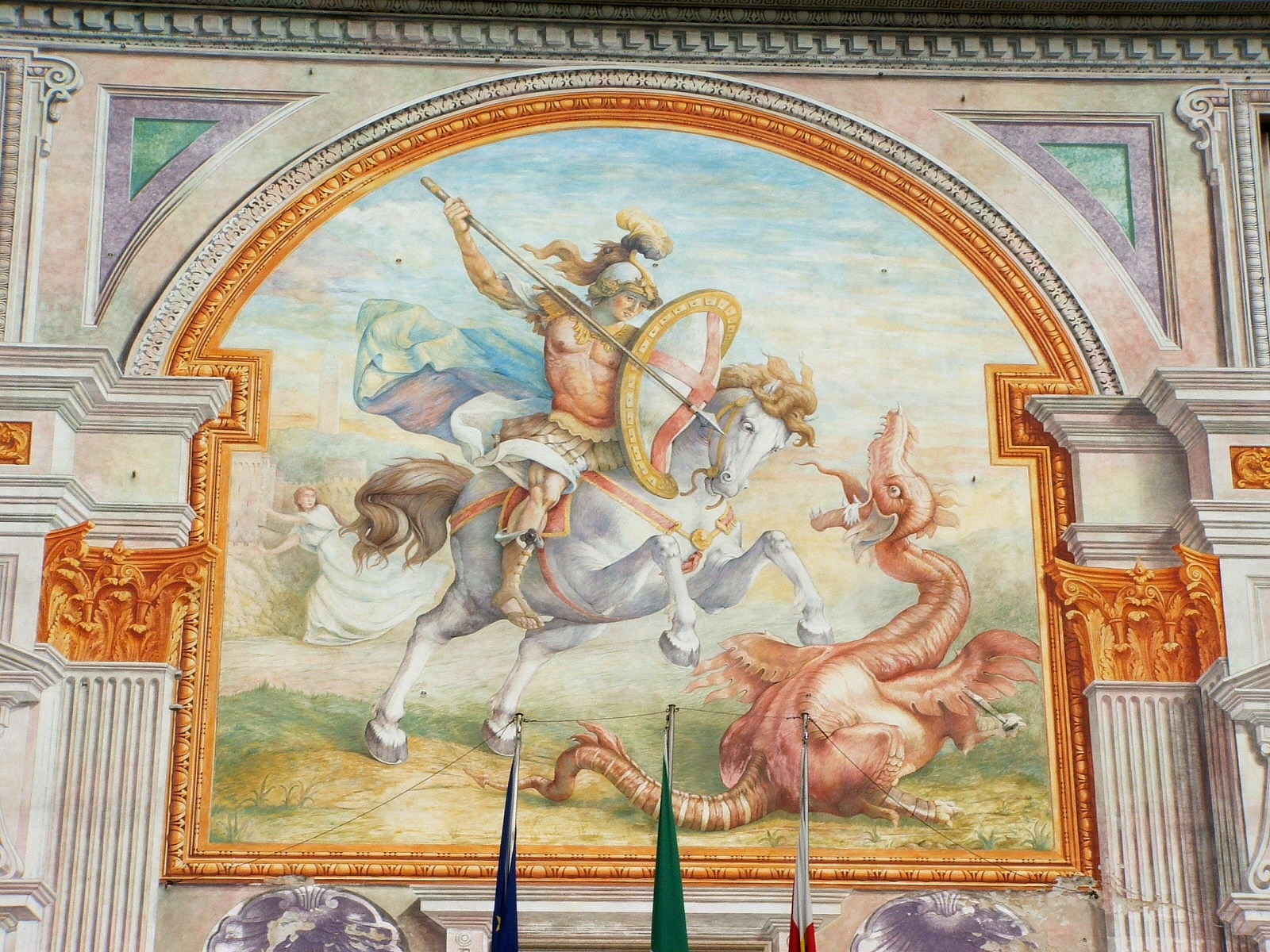
Saint Georges terrassant le dragon, palazzo San Giorgio (Gênes).
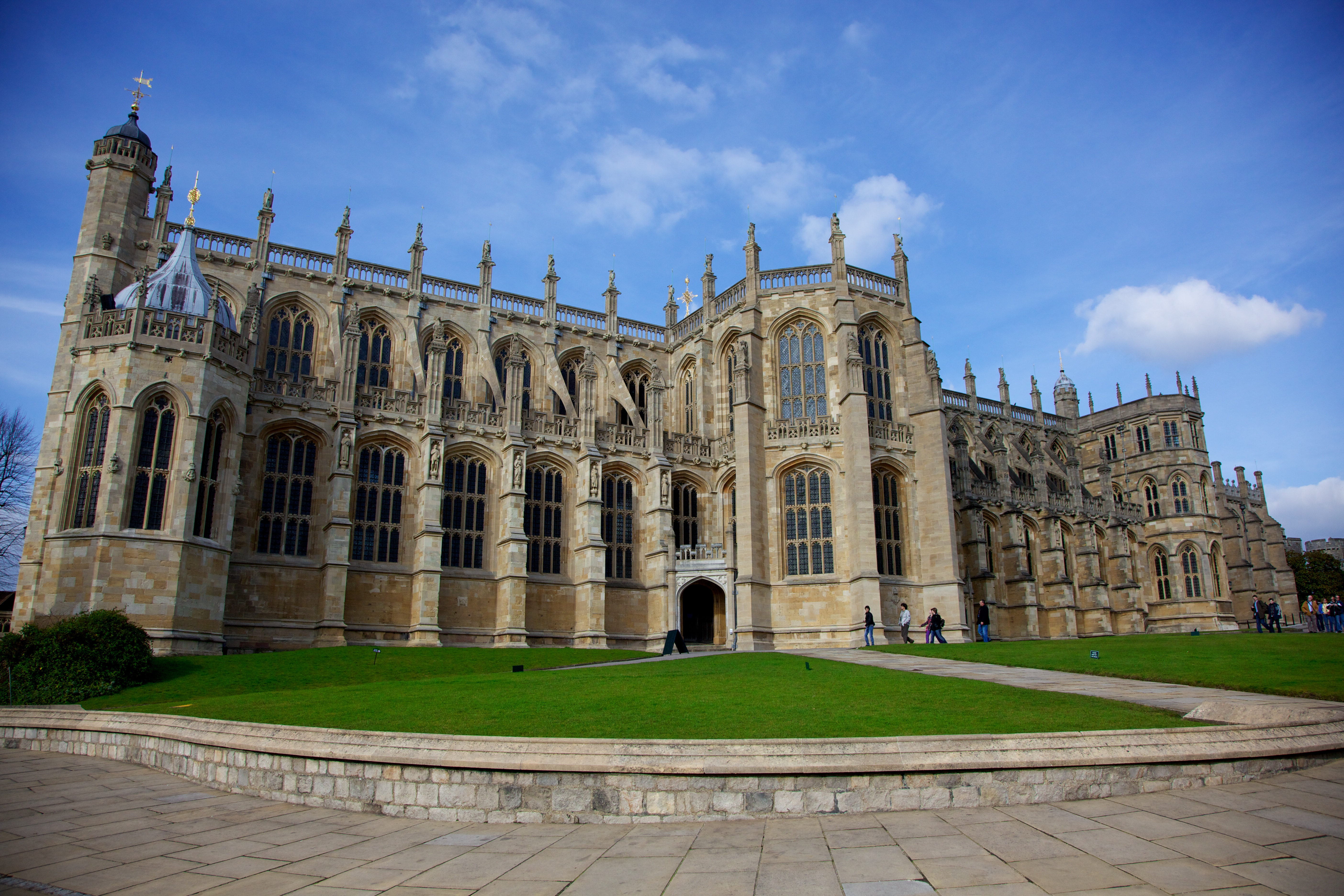
Chapelle Saint-Georges, château de Windsor, Royaume-Uni.
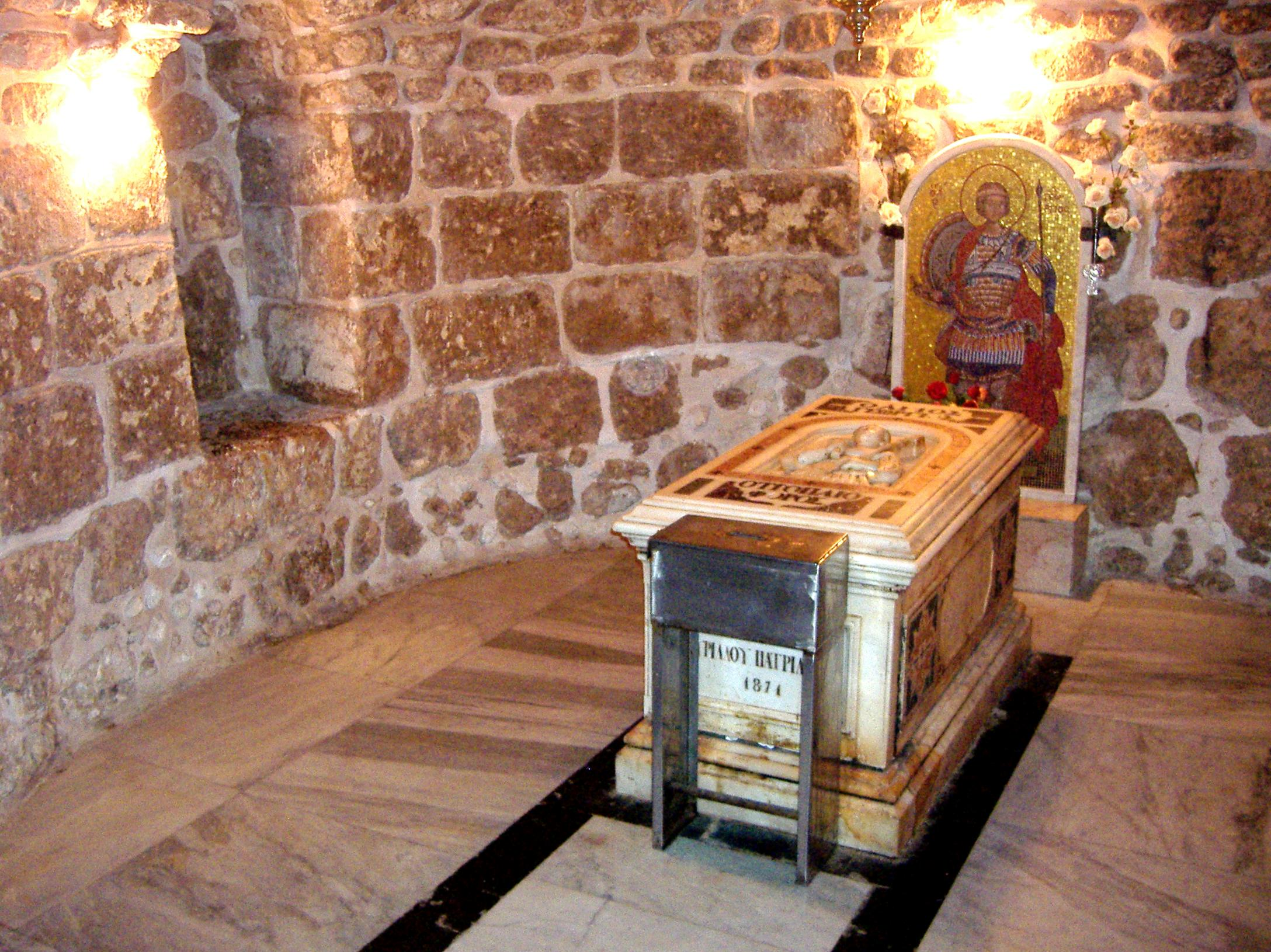
Tombeau de saint Georges dans l'église de Lydda, Israël.

## Le saint patron protecteur
Saint Georges est vénéré :

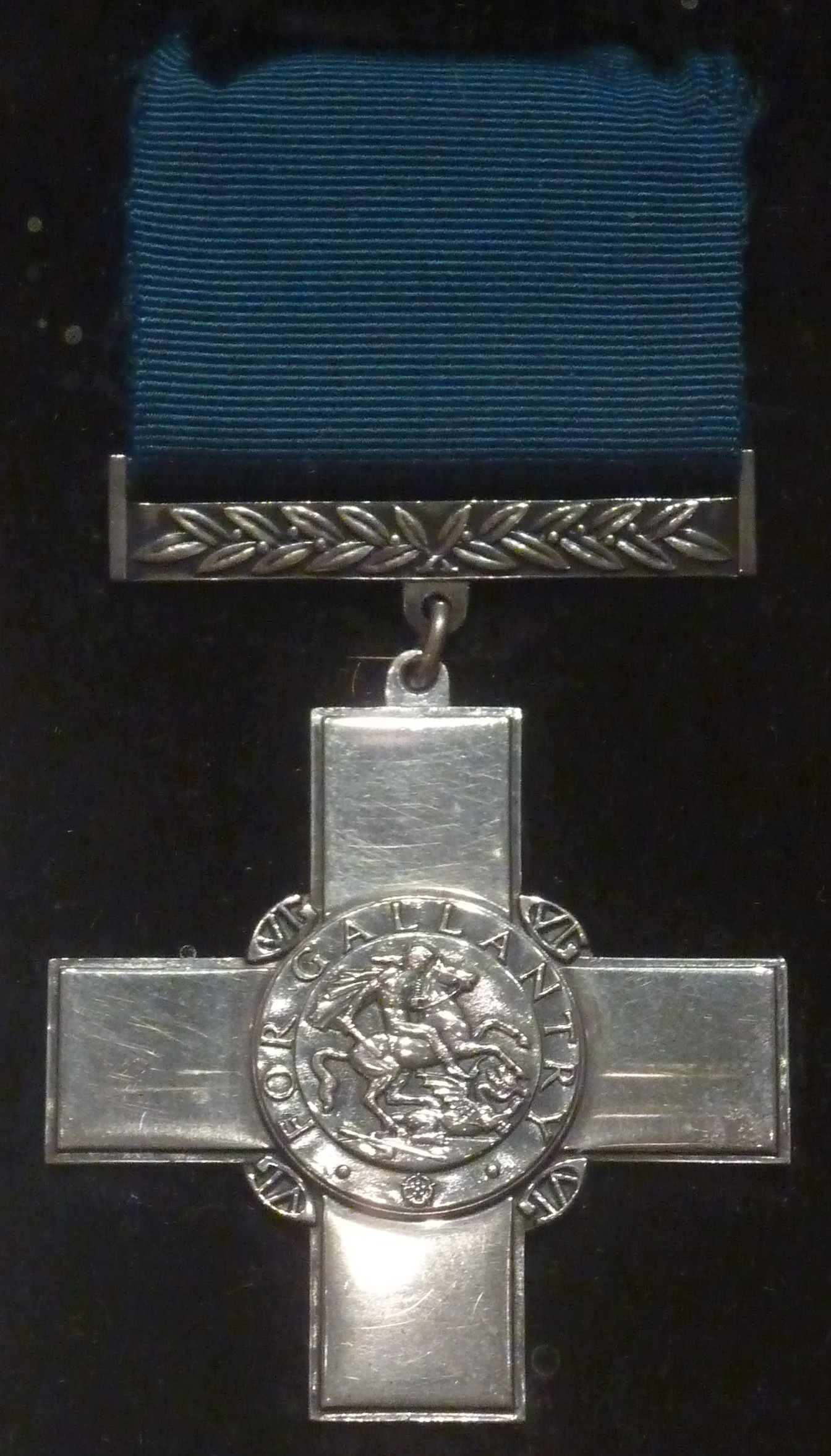
Saint Georges sur la croix de George.

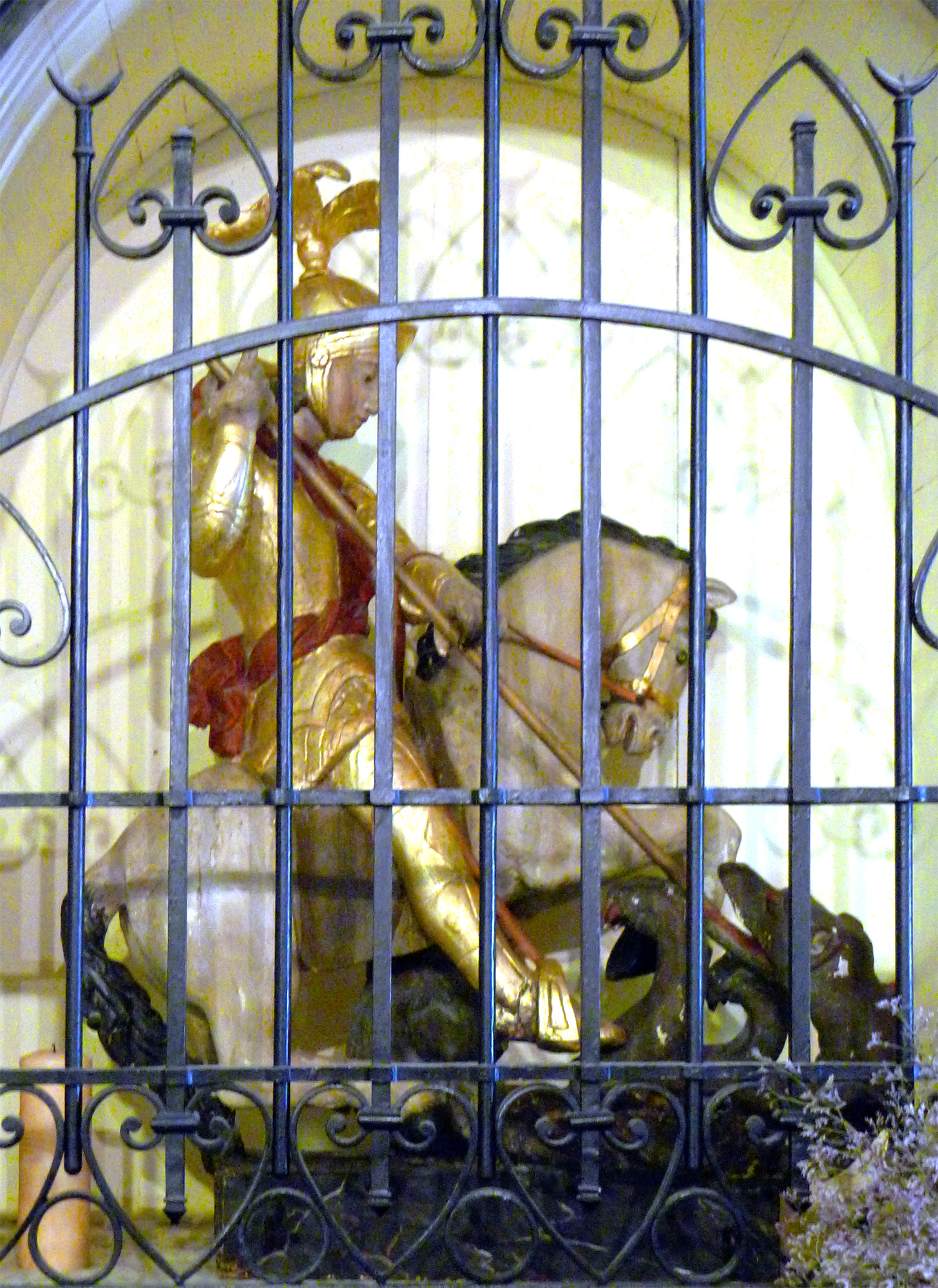
Statue de Saint Georges terrassant le Dragon de la confrérie des gardians (église de la Major d'Arles).

- en France et en Europe par les gens du voyage de diverses origines. Il annonce le retour des beaux jours. Il est vénéré avec sainte Rita et les saintes Maries ;
- en Géorgie, dont il est le saint patron ;
- en Éthiopie, dont il est également le saint patron (« patron céleste de l’Éthiopie ») ;
- en Bourgogne, dont il est le saint protecteur ;
- en Angleterre, où il remplaça Édouard le Confesseur en tant que saint national lors de la fondation de l’ordre de la Jarretière par Édouard III en 1348. Le drapeau anglais porte d'ailleurs la croix de saint Georges ; et un autre ordre britannique porte son nom avec saint Michel (voir ordre de Saint-Michel et Saint-Georges) ;
- en Navarre, où son nom était scandé lors des batailles au Moyen Âge, notamment par les troupes du roi Charles II[17] ;
- en Palestine, où son tombeau est vénéré à Lydda (Lod) ;
- chez les scouts dont il est le saint patron ;
- chez les Grecs, qui lui ont conféré la qualité de Grand-Martyr (mégalomartyr) ;
- en Arménie, où un monastère dans la ville de Moughni est supposé avoir quelques reliques du saint ;
- à Beyrouth, dont il est le patron, avec un monastère remontant au IVe siècle ;
- en Russie, qui l'a adopté comme principal emblème de ses armoiries et où le premier des ordres militaires porte son nom (voir ordre de Saint-Georges) ; au cours de la Seconde Guerre mondiale, une division de l’Armée rouge, constituée sous le patronage de l’Église orthodoxe, porta le nom de saint Georges ;
- en Bulgarie où il est le saint patron de l’armée bulgare ;
- à Moscou, Gênes, Venise, Reggio de Calabre et Barcelone, dont il est un des saints patrons ;
- en Espagne, il est aussi le saint patron de l’Aragon et de la Catalogne. Dans cette dernière région, la principale décoration, la creu de Sant Jordi ou croix de saint Georges porte son nom. Il est aussi vénéré comme saint patron par quelques villes espagnoles importantes dans d’autres régions du pays, telles que Alcoy ou Cáceres ;
- en Serbie, Balkans, par les communautés Slaves du Sud comme les Serbes de Croatie, de Bosnie, du Monténégro et les Macédoniens (Đurđevdan), Serbe (Sveti Georgije ou Djurdjic) fêté le 16 novembre en référence à saint Georges de Lyidie et chez les Rroms (Ederlezi Hıdırellez), il est fêté le 6 mai et marque le début du printemps ;
- en Allemagne où il est le saint patron de la cité de Fribourg-en-Brisgau ;
- en Suisse où il est le saint patron de la commune de Chermignon ;
- en Suisse où il figure sur les armoiries de la commune de Stein am Rhein dans le canton de Schaffhouse ;
- Dans les troupes blindées de l'armée suisse, qui ont pour devise : « Par saint Georges, vive la cavalerie ! » ;
- au Brésil et plus particulièrement à Rio de Janeiro où il est très apprécié et où la journée du 23 avril lui est dédiée ;
- dans toute la chrétienté, en tant que patron des chevaliers ;
- par les frères de l’ordre du Temple dont il était le saint patron et protecteur ;
- par les membres de l’ordre Teutonique, dont il est le saint patron ;
- ainsi qu’au Portugal où il s'assimile à la représentation de saint Jacques Matamore (en)
- en Lituanie, où il est vénéré comme « deuxième patron » après saint Casimir ;
- en Belgique, saint patron des gendarmes à cheval et de la cavalerie ;
- dans l’arme blindée et cavalerie française, qui a pour devise : « Et par saint Georges ! » ;
- en Camargue, il est le patron de la Confrérie des gardians ;
- il est représenté sur la bannière des Dauphins de Viennois, dont le cri de guerre était « Saint Georges et Dalphiné », et aussi sur la croix de George, la médaille la plus haute pour la bravoure des civils dans le Royaume-Uni ;
- il est le saint patron des plumassiers.
- il est également le saint patron de la ville de Molsheim, en Alsace. Les armoiries de Molsheim le représentent supplicié dans la roue.
- A Monaco, il est aussi représenté terrassant le dragon sur le bâtiment de la sécurité publique dont il est le saint protecteur

## Symbolique

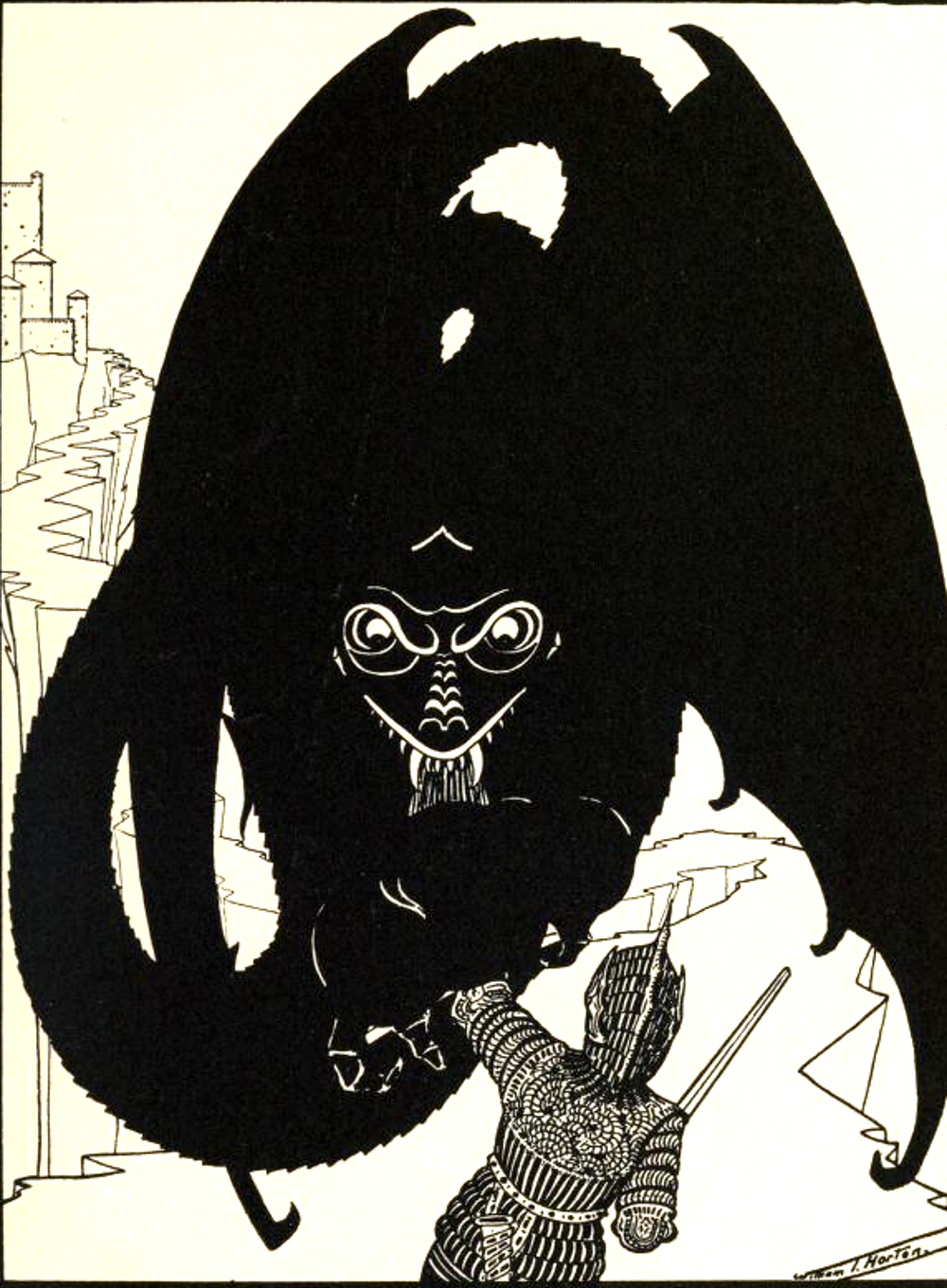
Saint Georges, par William Thomas Horton, 1898.

Saint Georges est traditionnellement représenté à cheval, souvent blanc (signe de pureté), ayant un dragon (créature composite mi-crocodile, mi-lion) à ses pieds. En armure, portant une lance souvent brisée à la main, ainsi qu’un écu et une bannière d’argent à la croix de gueules (c’est-à-dire blanche à croix rouge), couleurs qui furent celles des croisés (faisant également de saint Georges, leur saint protecteur) et devinrent celles de la Savoie et du drapeau national de l’Angleterre au XIVe siècle. Il est l’allégorie de la victoire de la Foi sur un Démon (à différencier de Satan) désigné dans l’Apocalypse sous le nom de dragon.
Dans les romans médiévaux, la lance (ou dans certaines versions, une épée longue) avec laquelle saint Georges terrassa le dragon fut appelée « Ascalon », du nom de la ville d'Ashkelon en Palestine. Un forgeron de cette ville la lui aurait façonnée dans un acier spécial.
Le combat de saint Georges et du dragon, quoique sans aucun rapport avec la mythologie grecque, peut évoquer le récit de Persée délivrant la princesse Andromède attachée à un rocher et tuant le monstre marin auquel elle était offerte en sacrifice pour qu'il cesse de ravager le pays, ou bien encore le sacrifice consenti par le roi de Troie Laomédon qui offre sa fille Hésione au monstre marin Céto envoyé par Poséidon, en colère pour n'avoir pas touché son salaire alors qu'il bâtissait avec Apollon le mur de la ville...
Néanmoins, le combat livré par Persée, ou l'histoire de Laomédon, n'ont aucune dimension spirituelle ; alors que le combat de saint Georges, qui a une base historique très concrète (l'élimination du chef de bande Nahfr, dont les exactions répétées désolaient le pays de Lydda), allait figurer l'idéal du vrai chevalier chrétien : un héros intrépide, au service de la foi chrétienne, qui combat le Mal sans transiger.
On peut voir une certaine proximité avec Krishna maîtrisant Kaliya, histoire rapportée dans le Bhagavata Purana.

## Iconographie

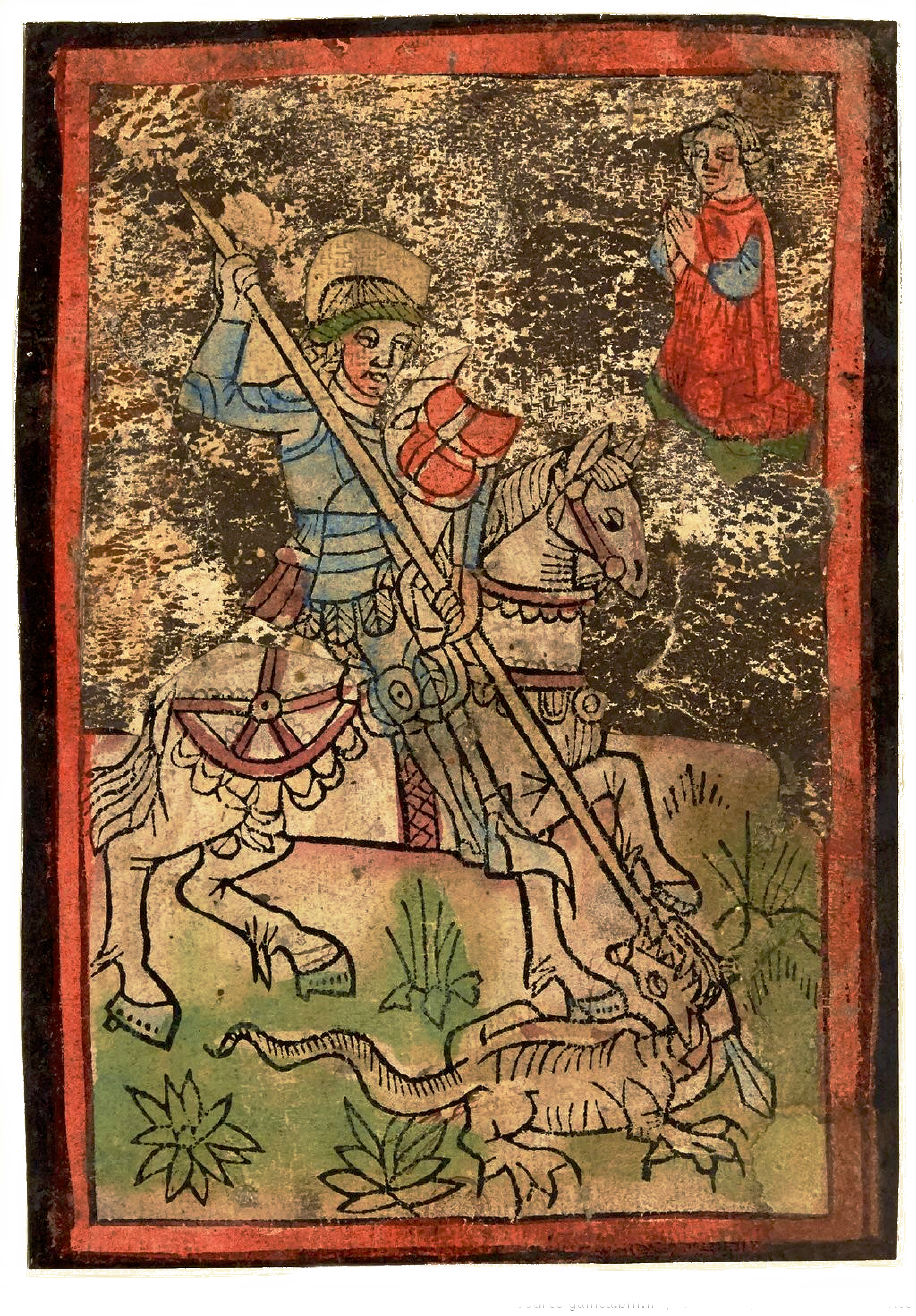
Saint Georges terrassant le dragon, Bourgogne, vers 1430.

L'imagerie suit la tradition d'Orient. Le combat de Georges contre le dragon est un sujet très souvent représenté, surtout à partir du XIIIe siècle. Georges terrasse le monstre, tandis que la princesse prie, au second plan. La scène se passe à l'abri des murs d'une ville, parfois au bord de la mer.
- Donatello, 1416, Saint Georges, église d'Orsanmichele (statue, conservée au musée du Bargello à Florence) ;
- Donatello, 1417, Saint Georges libère la princesse, église d'Orsanmichele (bas-relief, conservé au musée du Bargello à Florence) ;
- Pisanello, 1435, Saint Georges et la Princesse, église Santa Anastasia (Vérone) ;
- Andrea Mantegna, 1460, Saint Georges, gallerie dell'Accademia de Venise ;
- Paolo Uccello : Saint Georges et le Dragon, 1465, musée Jacquemart-André et Saint Georges et le dragon, v. 1450, National Gallery de Londres ;
- Cosme Tura, 1460, Saint Georges, Collection Vittorio Cini ;
- Ercole de Roberti, 1473, St Georges, Collection Vittorio Cini ;
- Vittore Carpaccio :Paul Krôn, Saint Georges et le dragon, huile sur toile, vers 1920. Collection particulière.

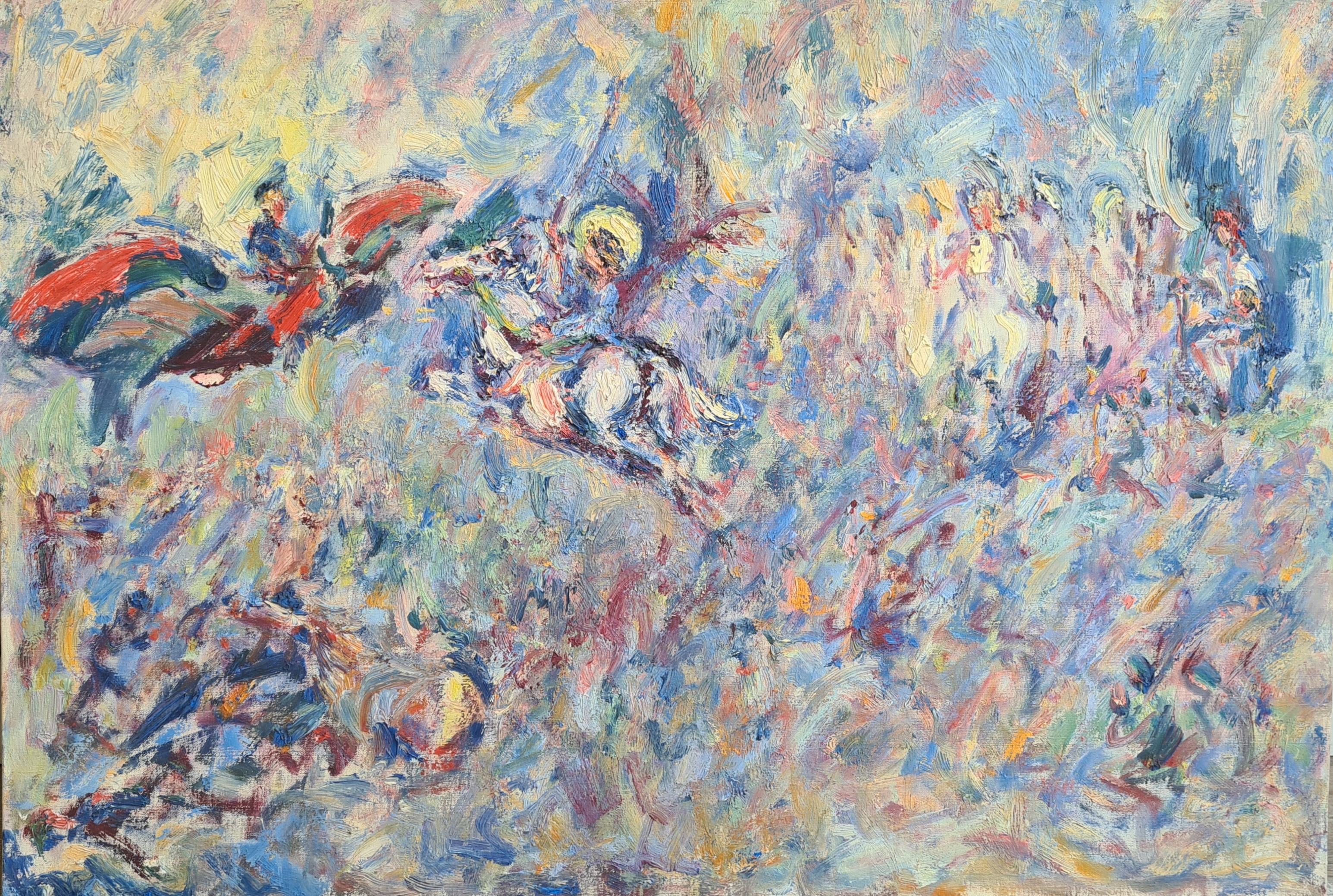
Paul Krôn, Saint Georges et le dragon, huile sur toile, vers 1920. Collection particulière.

  - Cycle de la Scuola di San Giorgio degli Schiavoni 1501-1502 : Saint Georges et le Dragon et Saint Georges triomphant du dragon à Silenà 141 × 360 cm ;
  - Saint Georges et le dragon, retable, 1516, San Giorgio Maggiore ;
- Lucas Cranach l'Ancien, Saint Georges et le Dragon, gravure, 1507 ;
- Hans Burgkmair, Saint Georges et le Dragon, gravure, 1508 ;
- Le Tintoret, vers 1560, Saint Georges et le Dragon, National Gallery, Londres ;
- Pierre Paul Rubens, 1615, Le Martyre de saint Georges, musée des Beaux- arts de Bordeaux ;
- Eugène Delacroix, 1847 Saint Georges combattant le dragon, musée du Louvre.
- Paul Krôn, vers 1920, Saint Georges et le dragon, collection particulière.

Le martyre de saint Georges a également donné lieu à une iconographie importante. La scène la plus fréquemment représentée est le supplice de la roue hérissée de lames de fer.
- École nationale supérieure des beaux-arts, Paris :
  - Martyre de saint Georges, 1885, huile sur toile, par Louis Édouard Fournier (1857-1917).

On le distingue de l'archange saint Michel, terrassant le dragon qui incarne le diable, car l'archange est ailé et n'est jamais à cheval.

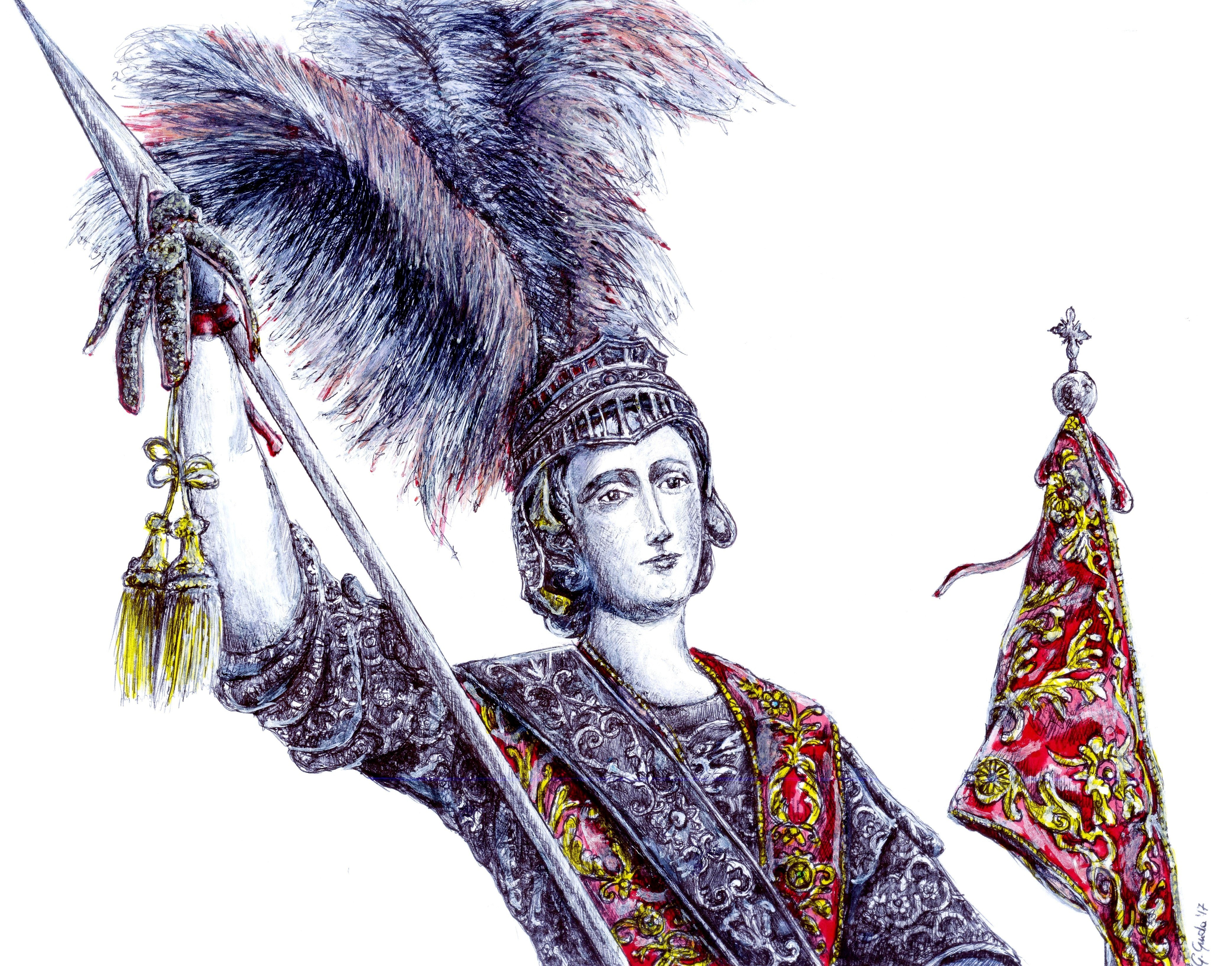
Georges de Lydda.

Saint Georges est un saint sauroctone.

#### Iconographie
- Georges Didi-Huberman, Saint Georges et le dragon : versions d'une légende, Éd. Adam Biro, 1994, 168 p.  (ISBN 9782876601390)

#### Vidéographie
- L'Identité de saint Georges, documentaire français de Bruno Aguila, KTO TV, Paris 2006. [voir en ligne]